# La niebla que te envuelve

La niebla que te envuelve es una novela del escritor español César Fernández García. Se trata de un thriller psicológico con un gran componente de misterio. La primera edición fue publicada en 2013 por la editorial Bruño.
El discurrir narrativo acompaña en todo momento al protagonista, Rafa, un joven informático. Su empresa le ha destinado junto a otro trabajador a Lux Homini, un centro de altos estudios para superdotados, con el fin de mejorar la web oficial que la institución educativa posee.
Sin embargo, tanto Rafa como su compañero Alfredo recelan desde el principio de los dirigentes de Lux Homini. Sospechan que son una secta que quieren utilizar a los estudiantes como conejillos de indias para sus despiadados experimentos. Pronto Alfredo dejará solo a Rafa, al que afortunadamente le ayudará Montse, una joven administrativa del centro. Ambos deberán lidiar con peligros exteriores pero, sobre todo, deberán aprender a apartar la niebla que puede entorpecer sus cerebros.
La ficción nos va llevando, de la mano del misterio, hacia enigmas que siempre han sacudido al ser humano: la identidad, la libertad y la apariencia frente a la realidad.

## Argumento
El protagonista es un veinteañero llamado Rafa. Trabaja como informático en una empresa tecnológica. Esta le encomienda mejorar la web de Lux Homini, un centro de altos estudios para universitarios superdotados en alguna disciplina científica o humanística. Acepta el encargo a pesar de que se le exige que se traslade durante unos días al centro educativo en Santander. De las cercanas montañas se desprende una niebla que, como si contara con vida propia, va enseñoreándose de la institución. Nada más pisar el centro junto con su colega informático Alfredo, descubre que un poderoso grupo dirige todo cuanto ocurre en Lux Homini. Los docentes resultan ser un grupo de investigadores del comportamiento humano, tan premiados en el ámbito científico como carentes de escrúpulos en su quehacer investigador. Los universitarios son sometidos a despiadadas pruebas. La meta, según reconoce la directora de la institución docente, es apartar la niebla que impide al cerebro funcionar a la perfección. Mientras, por todos los sitios, hay cámaras que graban la vida diaria en Lux Homini. En ese sentido, más que un centro educativo, parece un reality show. Tanto Rafa como Alfredo sospechan de las intenciones reales de los investigadores y docentes de Lux Homini.
A la pareja profesional formada por Alfredo y Rafa, se suma una joven administrativa que acaba de ser contratada en Lux Homini. Se llama Montse y consigue entablar una buena relación profesional y afectiva con Rafa. Cuando Alfredo debe abandonar el centro por motivos familiares, Rafa sólo cuenta con el apoyo de Montse para seguir con su labor de mejora de la web y para iniciar una investigación de lo que realmente ocurre en Lux Homini. En un momento crucial de dicha investigación, aparece Luis Piñeiro que es sargento de la Guardia Civil en el pueblo cercano de Pases. Sin embargo, dado que cualquier intervención del funcionario levantaría demasiadas sospechas, son Rafa y Montse los encargados de descubrir si se están sometiendo a los universitarios a experimentos ilegales.
Carlos Amador, un profesor de la institución, ayuda a los jóvenes tanto en la renovación de la web oficial de Lux Homini, como en el esclarecimiento de algunos hechos extraños. Precisamente por eso, en el momento en que se marcha del centro para impartir unas conferencias en la Universidad, los jóvenes se sienten desamparados. Las cámaras les siguen allá donde van. Los profesores desconfían de ellos. Los alumnos los miran con recelo y apenas responden con coherencia a sus preguntas. La situación de Rafa y Montse se va complicando más y más.
El punto de inflexión en la acción se produce cuando Rafa cree ver a Alfredo convertido en un alumno. A partir de ese momento, el joven informático se lanza a una investigación temeraria. Sus pesquisas le llevarán a dar, por fin, con su compañero Alfredo. Este se comporta como un estudiante sumiso con el orden establecido en Lux Homini, pero descortés con Rafa, al que llega a soltar reproches absurdos. Rafa consigue acceder a información confidencial alojada en una carpeta en línea de un investigador de Lux Homini. A partir de esos datos, es fácil deducir que todos los jóvenes están siendo sometidos a pruebas brutales para conocer las reacciones de las mentes. Ni siquiera Montse se ha salvado a estas crueles prácticas, pues han empezado a inducirle ciertas fobias.
Una terrible tormenta se desata sobre el centro dejándolo incomunicado: sin electricidad, sin cobertura para los móviles, sin acceso a internet... Rafa y Montse aprovechan las circunstancias para escapar. Su objetivo es llegar al cuartel de la Guardia Civil en Pases y denunciar los hechos que acaban de descubrir. La tormenta les obliga a cobijarse en un pueblo abandonado que está a medio camino. No tendrán más remedio que guarecerse durante la noche dentro de un local que sirvió antiguamente como refugio para montañeros. El tiempo que permanecen en aquel local sirve a Rafa y Montse para intercambiarse información, hilar cabos y despejar la niebla que entorpecía la correcta descodificación de la realidad.

## Características literarias
Aunque el narrador actúa desde la presunta objetividad de la tercera persona gramatical, la trama se va desgranando a partir de la mirada y el pensamiento del protagonista. Nos encontramos, por lo tanto, con una selección e interpretación parcial de los datos y estímulos que llueven sobre los personajes y sobre el propio lector.
La acción, de un ritmo muy cinematográfico, se hace permeable a distintas técnicas literarias. Sobresalen especialmente las siguientes:
- Asociación libre propia del psicoanálisis. Los conectores que unen las reflexiones argumentativas de los personajes, las distintas descripciones o el fluir dialógico en las conversaciones desnudan el propósito oculto. Además, algunos psicólogos de Lux Homini utilizan esclarecedores cuestionarios orales con el protagonista para llegar a su subconsciente. Por ejemplo, éste en el contexto de ambigüedad que se establece entre la directora del centro y Rafa:

"– ¿Padre?
– Obligación.
– ¿Madre?
– Calor.
– ¿Cerebro?
– Peligro.
– ¿Experimento?
– Institución.
– ¿Amor?
– Vida."
- Estilo directo. Los diálogos son, en muchas ocasiones, los que soportan la acción narrativa. Por otra parte, caracterizan a los personajes y los oponen a sus antagonistas respectivos. Al ser un thriller psicológico, las transacciones ocultas que subyacen a las conversaciones son vitales para la correcta comprensión de cuanto se está expresando en realidad. En ese sentido, el lector está llamado a una descodificación activa.

- Estilo indirecto. Aparenta pretender un distanciamiento vecino al objetivismo, si bien lo subjetivo tiene cabida incluso en forma de sarcasmo.

- Estilo indirecto libre. El discurrir de los pensamientos de Rafa aparecen ante el lector de forma desnuda, sin necesidad de que se expresen supeditados a un verbum dicendi.

- Presencia de la poesía. Viene dada por breves pinceladas descriptivas o por la presencia de poemas como este:

"Soy el fruto de cuanto ellos me hicieron.
Ellos. Casi la absoluta identidad.
Añádele un susurro de vosotros.
Más un sueño de nosotros.
Y un recuerdo de ti.
¿De mí? Nada.
La niebla."
- Anagnórisis. Rafa llega a conocer, al final de la novela, una parte relevante de su propia identidad. Este descubrimiento es una pieza clave dentro de la meta que persigue la obra en sí.

- Modos de expresión que vinculan inexorablemente al personaje con su forma de decir. De tal forma, encontramos abundantes tecnicismos científicos en boca de los docentes de Lux Homini o explicaciones informáticas por parte de Rafa.

- Las metáforas de situación sirven para contar, sin necesidad de más palabras, otra historia más. El propio autor ha reconocido que, en sus novelas, acostumbra a situar una historia oculta bajo la trama.[10]

- Construcción de escenas según los requerimientos de un filme. Mediante descripciones, se realizan picados para empequeñecer a los personajes, contrapicados para agrandarlos a los ojos de otros personajes que los miran, combinación de planos generales con planos de detalles…

- Importancia de lo onírico. Los sueños desvelan el subconsciente del protagonista.

- Los clímax  y anticlímax se suceden para que la narración se sostenga sobre puntos de inflexión (jumping the shark) que van in crecendo y momentos que permitan al lector asimilar los giros argumentales. En ese sentido, suele existir un punto de inflexión en los finales de capítulos. Para ello se utiliza el cliffhanger. Así, por ejemplo, el final del capítulo séptimo:

"– No os dejaré que hagáis nada a Montse – dijo en voz alta contra el techo.
El silencio devoró sus palabras."

## Universo interno
La niebla, tanto en su trasfondo simbólico como en su realidad física, constituye el universo que aglutina las distintas fuerzas temáticas y explica las motivaciones de los actantes. De hecho, los científicos de Lux Homini dicen pretender que toda la niebla que obstaculiza el correcto funcionamiento del cerebro sea apartada gracias a sus técnicas. Como cada alumno tiene su peculiar niebla, se ha de aplicar una terapia personalizada. El propio nombre de la institución educativa viene a significar esa luz propia del hombre que debe vencer a las tinieblas mentales. El siguiente poema, escrito por un alumno del centro, apunta en esa dirección:
"¿Sientes su misterio?
¿Oyes su queja?
Llegó contra ti.
Es la niebla.
Fuera de tu control, la pérfida magia.
No dejes que ella te envuelva.
No permitas que muerda tu presente,
tus penas.
Sus jirones rasgarán
la limpia seda
de la existencia exacta.
Frente a la niebla, esgrime la idea.
Frente a los brumosos cuchillos, tu mejor tú.
Frente a la gris mentira, la blanca belleza."

Al mismo tiempo, la niebla es un fenómeno atmosférico que lo emborrona todo, confunde los contornos y crea un onírico mundo de ambigüedad. Desprendiéndose de las cumbres de las montañas cercanas, avanza hacia las instalaciones de Lux Homini. Así, se llega a decir: "La niebla empezaba a atravesar las rejas de las puertas, como si de humo se tratara. Lentamente se arrastraba. Reptaba como un ser fantástico sin forma definida. Se deshacía en jirones deformes aquí y allá. Volvía a recomponerse en un velo lúgubre y compacto que ansiaba cubrir el patio."

## Tiempo y espacio
Unos pocos días de algún año de la segunda decena del siglo XXI acogen el tiempo externo de la narración. La rapidez narrativa caracteriza el tiempo interno de la obra, pues los hechos se suceden con un ritmo ágil. A la linealidad del tiempo sólo se opone algunos breves flashbacks y el capítulo 27, donde Rafa recuerda el accidente automovilístico que le ayudará a llegar a la sorprendente anagnórisis. Considerando las revelaciones de los capítulos 27 y 28, colegimos que la novela no ha comenzado con el supuesto inicio (ab ovo), sino in medias res. A la comprensión cierta de la distribución temporal sólo se llega con las explicaciones del profesor Carlos Amador.
Un centro educativo, en un paraje montañoso de Santander, es el marco espacial donde transcurre la acción. En pocas ocasiones, los personajes abandonan las instalaciones de Lux Homini. El espacio resulta especialmente cerrado por la alambrada que lo rodea, por la vigilancia casi obsesiva de guardias, por la omnipresencia de las cámaras de seguridad, por las miradas pétreas de los cuatro ángeles que coronan los torreones de la institución, por el celo guardián de la rottweiler...  La sensación de aislamiento que padecen los personajes es realzada por un espacio de esas características. El autor ha reconocido en alguna entrevista que gusta de escenarios de ese estilo, como islas o pueblos abandonados, para evidenciar la soledad de los actantes.
Las instalaciones de Lux Homini resultan, en sí, un personaje más de la novela por los siguientes motivos:
- Modelan la psicología de los personajes. Al ser un centro educativo, los roles de cada uno están perfectamente delimitados. Unos se comportarán como alumnos; otros, como profesores; el protagonista, como trabajador externo.
- Imprimen autenticidad. Además de la minuciosidad con que se describen algunas instalaciones de Lux Homini, se nos sitúa geográficamente la institución desde un punto donde se divisan Peña Sagra, los Picos de Europa, los picos del Naranjo de Bulnes y Peña Vieja.
- Tienen valor en sí mismo. Algunas descripciones se recrean en algunas instalaciones hasta dotarlas de un papel semejante al de personajes.
- Es factor de cohesión. Los alumnos viven en Lux Homini, frecuentan los mismos escenarios, tienen los mismos referentes geográficos y padecen las técnicas educativas de los docentes.

## Personajes

### Personajes principales
Los personajes principales van desvelándonos nuevos perfiles a medida que la trama avanza. El lector sabe de ellos a partir de breves pinceladas descriptivas o narrativas que afectan a su carácter (etopeya), y a su físico (prosopografía). Con frecuencia, las descripciones son breves, impresionistas y con un símbolo oculto. La propia acción narrativa también tiene como misión caracterizar a los actantes. Así, sabemos cómo es Rafa tanto por su metódico trabajo de informático como por sus pesadillas; conocemos la fragilidad emocional de Montse e intuimos su trauma gracias a su manifiesta fobia al fuego…
- Rafa – informático al que su empresa encomienda mejorar la web de una institución de altos estudios. Le gusta su trabajo, demuestra ser fiel en la amistad con Alfredo, sospechosamente predispuesto a enamorarse de Montse. El propio devenir de los acontecimientos le obligará a enfrentarse a sus miedos.

- Montse– administrativa contratada recientemente en Lux Homini. Se muestra frágil, atractiva, colaboradora con Rafa. Aunque ayuda al protagonista, tiene su propio punto de vista Es el contrapunto del personaje de Rafa, al que ayudará a comprender y aceptar su propia identidad.

- Carlos Amador – profesor de Lux Homini. Con respecto a Rafa adopta un papel entre protector y exigente. Le echará una mano con la web y le aclarará algunos conceptos de lo que se hace en la institución. Sin embargo, Rafa encontrará unos datos en su carpeta que le harán desconfiar de él. En su primera descripción física encontramos ya algunos rasgos que le definirán durante toda la novela. Partiendo de su semejanza con un oso bonachón, el narrador lo caracteriza prosopográficamente así: "Era corpulento, más bien obeso, de ojos grandes y movimientos lentos. Su rostro redondeado, bondadoso, transmitía alegría."

### Personajes secundarios
- Alfredo  – compañero de Rafa en la empresa informática que los envía a mejorar la web de Lux Homini. Su presencia es algo nebulosa: llega tarde el primer día, tiene una herida en ceja que sospechosamente no deja de sangrar, se marcha sin volverse a poner en contacto con Rafa, responde con incongruencias a las llamadas de su compañero...

- Gloria Cabrero – directora de la institución educativa. Se muestra como una mujer desconfiada con Rafa, al que le tiende constantes trampas. Muy inteligente, astuta y preparada en el uso del magnetismo para observar la actividad cerebral. Reconoce manejar la técnica de la Imagen de Resonancia Magnética Funcional para observar la actividad de las neuronas. Su apariencia es la de una científica sin escrúpulos que encarna el deseo humano de comer del árbol de la ciencia del bien y del mal.

- Luis Piñeiro – sargento de la Guardia Civil del pueblo de Pases. Acompaña a Rafa en parte de las investigaciones con el fin de que sea el joven quien lleve el peso del proceso del conocimiento de su propia identidad. Es activo, inteligente, protector.

## Organización
28 capítulos sostienen la estructura formal de La niebla que te envuelve. Desde el punto de vista de la organización interna de la novela hallamos siete partes bien diferenciadas:
- Arranque narrativo: Rafa toma contacto con Lux Homini. Todo le hace recelar de las intenciones de los docentes. Incluso llega a pensar que le han tendido una trampa al contratarle – Cap. 1.

- Primeras pesquisas: Rafa y Montse inician la investigación para descubrir qué está ocurriendo en realidad en Lux Homini– Cap. 2 - 11.

- Avance en la investigación: Rafa cree ver a Alfredo. Las peores sospechas se confirman pues, si su compañero ya ha sido dominado mentalmente, las próximas víctimas serán Rafa y Montse. El sargento Luis Piñeiro colabora en las pesquisas – Cap. 12 - 22.

- Revelación: Rafa accede a la información sobre los alumnos que el profesor Carlos Amador tiene en su carpeta en línea. Cree entender la meta que Lux Homini persigue con sus experimentos – Cap. 23- 24.

- Anagnórisis del protagonista: Rafa comprende quién es realidad – Cap. 25.

- Confirmación de la verdad - Cap. 26, 27 y mitad del 28.

- Giro inesperado en Rafa - final del capítulo 28.

## Significado de la obra
La profundidad del ser humano se manifiesta también en la complejidad y enormes posibilidades de su mente. La niebla puede entorpecer el correcto funcionamiento del cerebro. Sin embargo, una correcta descodificación de la realidad puede retirar los obstáculos que impiden al hombre interactuar eficazmente con las circunstancias vitales y ser feliz. En el camino del autoconocimiento se halla la asimilación del pasado como prólogo del presente.
Junto al gran núcleo temático de la profundidad del ser humano, surgen los siguientes temas:
- Sentido del bien – El norte de las acciones de Rafa consiste en evitar el mal que pueda perjudicar a los alumnos de Lux Homini. Esta actitud supone generosidad de miras y salir de uno mismo.

- Investigación para conocer el pasado – El presente de cuanto Rafa presencia en Lux Homini se explica por su propio pasado.

- Amor– El amor de Montse significa para Rafa un soporte sobre el que encarar el presente y levantar un futuro.

- Amistad – Rafa encuentra apoyo moral y afectivo en distintos personajes, como Alfredo, Carlos Amador, Luis Piñeiro…

- Autoconocimiento – Necesitamos conocernos porque, dentro de nosotros, convive la razón con lo inexplicable.[16]  Significativamente la cita que abre La niebla que te envuelve es de Sócrates, el autor que perseguía el autoconocimiento: "El mayor de todos los misterios es el hombre".